# Rios Sabor e Maçãs
Rios Sabor e Maçãs este o arie protejată (arie de protecție specială avifaunistică — SPA) din Portugalia întinsă pe o suprafață de 50.722,61 ha, integral pe uscat.

## Localizare
Centrul sitului Rios Sabor e Maçãs este situat la coordonatele 41°31′10″N 6°39′40″W / 41.5194°N 6.6611°V.

## Înființare
Situl Rios Sabor e Maçãs a fost declarat arie de protecție specială avifaunistică în august 1999 pentru a proteja 5 specii de plante și 68 de specii de animale.

## Biodiversitate
Situată în ecoregiunea mediteraneană, aria protejată conține 19 habitate naturale: Iazuri temporare mediteraneene, Cursuri de apă de la nivel de câmpie la nivel montan, cu vegetație Ranunculion fluitantis și Callitricho-Batrachion, Râuri mediteraneene cu debit permanent cu specii de Paspalo-Agrostidion și galerii riverane de Salix și de Populus alba, Râuri mediteraneene cu debit intermitent, cu specii de Paspalo-Agrostidion, Pajiști uscate europene, Formațiuni stabile xerotermofile de Buxus sempervirens pe pante stâncoase (Berberidion p.p.), Matorral arborescenți cu Juniperus spp., Tufărișuri termo-mediteraneene și de pre-deșert, Pseudostepă cu ierburi și specii anuale de Thero-Brachypodietea, Dehesas cu Quercus spp. perene, Pajiști cu Molinia pe soluri calcaroase, turboase sau argilos-nămoloase (Molinion caeruleae), Pante stâncoase silicioase cu vegetație casmofită, Păduri termofile cu Fraxinus angustifolia, Păduri de stejar galițio-portugheze cu Quercus robur și Quercus pyrenaica, Păduri de Castanea sativa, Galerii de Salix alba și de Populus alba, Păduri de Quercus suber, Păduri de Quercus ilex și Quercus rotundifolia, Păduri endemice cu Juniperus spp..
La baza desemnării sitului se află mai multe specii protejate:
- plante (5): Festuca duriotagana, Festuca elegans, Holcus setiglumis subsp. duriensis, Santolina semidentata, Veronica micrantha
- păsări (50): pescăruș albastru (Alcedo atthis), fâsă-de-câmp (Anthus campestris), lăstunul mare (Apus apus), acvilă de munte (Aquila chrysaetos), buha (Bubo bubo), ciocârlie-cu-degete-scurte (Calandrella brachydactyla), caprimulg (Caprimulgus europaeus), Caprimulgus ruficollis, scatiu (Carduelis spinus), barză albă (Ciconia ciconia), barză neagră (Ciconia nigra), șerpar (Circaetus gallicus), erete cenușiu (Circus pygargus), Clamator glandarius, prepeliță (Coturnix coturnix), cuc (Cuculus canorus), lăstun de casă (Delichon urbica), presură de grădină (Emberiza hortulana), șoim călător (Falco peregrinus), șoimul rândunelelor (Falco subbuteo), muscar negru (Ficedula hypoleuca), Galerida theklae, vulturul pleșuv sur (Gyps fulvus), Hieraaetus fasciatus, acvilă pitică (Hieraaetus pennatus), Hippolais polyglotta, rândunică roșcată (Hirundo daurica), rândunică (Hirundo rustica), sfrâncioc cu cap roșu (Lanius senator), ciocârlie de pădure (Lullula arborea), privighetoare (Luscinia megarhynchos), ciocârlie de bărăgan (Melanocorypha calandra), prigoare (Merops apiaster), gaia neagră (Milvus migrans), gaia roșie (Milvus milvus), vultur egiptean (Neophron percnopterus), pietrar mediteranean (Oenanthe hispanica), Oenanthe leucura, pietrar sur (Oenanthe oenanthe), grangur (Oriolus oriolus), ciuf-pitic (Otus scops), codroșul de pădure (Phoenicurus phoenicurus), turturică (Streptopelia turtur), silvie roșcată (Sylvia cantillans), Sylvia conspicillata, silvie de tufiș (Sylvia undata), Tachymarptis melba, sturzul viilor (Turdus iliacus), sturz-cântător (Turdus philomelos), pupăză (Upupa epops)
- mamifere (9): liliac cârn (Barbastella barbastellus), lupul (Canis lupus), Galemys pyrenaicus, vidră de râu (Lutra lutra), liliac cu aripi lungi (Miniopterus schreibersii), liliac comun (Myotis myotis), liliacul mediteranean cu potcoavă (Rhinolophus euryale), liliacul mare cu potcoavă (Rhinolophus ferrumequinum), liliacul mic cu potcoavă (Rhinolophus hipposideros)
- nevertebrate (3): Austropotamobius pallipes, fluturele auriu (Euphydryas aurinia), Gomphus graslinii
- pești (5): Achondrostoma oligolepis, Cobitis paludica, Pseudochondrostoma duriense, Rutilus alburnoides, Rutilus arcasii
- reptile (1): Mauremys leprosa

Pe lângă speciile protejate, pe teritoriul sitului au mai fost identificate 13 specii de mamifere, 1 specie de nevertebrate, 1 specie de pești, 5 specii de reptile.